# قنبر
أبو همدان قنبر، هو خادم ومولى علي بن أبي طالب، وكان قنبر غلام علي يحب علياً حباً شديداً، وكان قنبر رجلاً عابداً ورعاً، عارفاً متكلّماً لسناً، قتله الحجاج بن يوسف.

## نسبه
لم تُحدّد لنا المصادر تاريخ ولادته ومكانها، ولا من هي عائلة قنبر، إلّا أنّه كان من أعلام القرن الأوّل الهجري، وكنيته أبو همدان. عاش مجهول النسب، إلاّ أن التصاقه علي أعطاه شهرة وعرّفه من بين أقرانه.

## مكانته
كان قنبر من خواص أصحاب علي، حيث كان من السابقين المقرّبين له، كما كان حاجبه.
دفع إليه أمير المؤمنين اللواء يوم صفّين في قبال غلام عمرو بن العاص الذي كان قد رفع لواءه.
جاء ذكره ضمن شرطة الخميس مع أويس القرني وميثم التمار ومالك الأشتر وكميل بن زياد وحبيب بن مظاهر الأسدي

## مقتله
لشدّة حبّه ودفاعه عن أمير المؤمنين أمر الحجاج بن يوسف الثقفي بقتله.
فقد روي أنّه سُئل: مولى مَن أنت؟ فقال: أنا مولى مَن ضرب بسيفين، وطعن برمحين، وصلّى القبلتين، وبايع البيعتين، وهاجر الهجرتين، ولم يكفر بالله طرفة عين...، فلمّا سمع ذلك الحجّاج أمر بقطع رأسه.
وروي عن علي الهادي  : «أنّ قنبر مولى أمير المؤمنين أُدخل على الحجاج بن يوسف فقال له: ما الذي كنت تلي من أمر علي بن أبي طالب ؟
قال: كنت أوضّيه. فقال له: ما كان يقول إذا فرغ من وضوئه؟
قال: كان يتلو هذه الآية: ﴿فَلَمَّا نَسُواْ مَا ذُكِّرُواْ بِهِ فَتَحْنَا عَلَيْهِمْ أَبْوَابَ كُلِّ شَيْءٍ حَتَّى إِذَا فَرِحُواْ بِمَا أُوتُواْ أَخَذْنَاهُم بَغْتَةً فَإِذَا هُم مُّبْلِسُونَ * فَقُطِعَ دَابِرُ القَوْمِ الَّذِينَ ظَلَمُواْ وَ الحَمْدُ للهِ رَبِّ العَالَمِينَ﴾. فقال الحجّاج: كان يتأوّلها علينا؟
فقال: نعم.
فقال: ما أنت صانع إذا ضربت علاوتك؟
قال: إذاً أسعد وتشقى.
فأمر به فقتله». ودُفن ببغداد، وقيل بحمص، وقبره معروف يُزار.

## عدالته
ورد في رواية عبد الرحمن بن الحجاج أنّ أمير المؤمنين اعترض على شريح القاضي حينما ردّ شهادة قنبر، وقال: «هذا مملوك، وما بأس بشهادة المملوك إذا كان عدلاً».

## ذريته
ذُكر في بعض المواطن اسماء بعض ذراري قنبر، ومنهم:
- أبي جبير ابن قنبر، وقد روى عن أبيه.[10]
- سالم بن قنبر.[11]
- أبو الفضل العباس بن الحسن بن خشيش القنبري.[12]
- نعيم بن سالم بن قنبر مولي علي بن أبي طالب.[13]
- شاعر باسم محمد بن علي القنبري كان يسكن مدينة همدان.[12]

وجاء في كتاب (تاريخ بيهق) ذكر مسجدين: الأول مسجد هاني في نيشابور، والآخر شادان في سبزوار، وهما منسوبان لاثنين من أبناء قنبر.

## ما قيل في شأنه
قال جعفر الصادق: «كان قنبر غلام علي يحبّ عليّاً  حبّاً شديداً».
قال السيد علي البروجردي: (فيه أحاديث دالّة على حسن حاله وخلوصه).
وقال الشيخ علي النمازي الشاهرودي : من خواص أصحاب أمير المؤمنين ومولاه، مشكور ثقة عدل.

## مواقف من حياة قنبر
ورد في كتب التاريخ، علاقة قنبر واتصاله بأمير المؤمنين ولذا عدّه الشيخ الطوسي في أصحاب أمير المؤمنين.
وذكر ابن قتيبة والذهبي أنه كان مع الحسن حين هجم الناس على بيت عثمان، وأنه جُرح أيضاً،  وفي معركة صفين أخرجه علي يحمل رايةً في قبال غلام عمرو بن العاص الذي حمل الراية،، وفي هذه المعرك قتل قنبر حرب غلام معاوية.

### خطابعليلقنبر
قال أمير المؤمنين يخاطب قنبر: «يا قنبر، إنّ الله تبارك وتعالى عرض ولايتنا على أهل السماوات وأهل الأرض من الجنّ والإنس والثمر وغير ذلك، فما قبل منه ولايتنا طاب وطهر وعذب، وما لم يقبل منه خبث وردئ ونتن».

### تنفيذ حكم القتل
روى ابن شهر آشوب  أنّ سبعين رجلاً من الزطأتو أمير المؤمنين بعد قتال أهل البصرة يدعونه إلهاً بلسانهم ، وسجدوا له، قال لهم: «ويلكم، لا تفعلوا إنّما أنا مخلوق مثلكم» ، فأبوا عليه، فقال: «فإن لم ترجعوا عمّا قلتم فيّوتتوبوا إلى الله لأقتلنّكم».
قال: فأبوا، فخد لهم أخاديد ، وأوقد ناراً، فكان قنبر يحمل الرجل بعد الرجل على منكبه فيقذفه في النار، ثمّ قال:
| إنّي إذا أبصرت أمراً منكراً |  | أوقدت ناراًودعوت قنبرا  |
| ثمّ احتفرت حفراً فحفراً     |  | و قنبر يخطم خطماً منكرا |

### شاهدٌعلي
و لما أن ترافع علي  إلى القاضي شريح يشكو اليهودي الذي رأى درعه عليه، طلب منه شريح أن يحضر شهوداً، فأحضر معه ابنه الحسن وقنبر (رحمه الله).

### علييقتص منه بالعدل
وفي أحد الأيام أمر علي قنبر أن يضرب رجلاً حداً، فغلُظ قنبر فزاده ثلاثة أسواط، فأقاده  من قنبر ثلاثة أسواط  أي طلب من الرجل ان يضرب قنبر ثلاثة أسواط.
- قال زاذان: لما توفي سلمان أتيت باب الدار فإذا علي وقنبر قد ترجّلا من على صهوت الجواد.

### أمين على بابعلي
جاء الأشعث بن قيس إلى دار علي يستأذن عليه فردّه قنبر ولم يأذن له في الدخول، فغضب الأشعث وأدمى أنف قنبر.

### حلمك يا قنبر
سمع أمير المؤمنين رجلاً يشتم قنبرا، وقد رام قنبر أن يردّ عليه، فناداه أمير المؤمنين: «مهلا يا قنبر، دع شاتمك مهاناً، تُرضِ الرحمن، وتُسخط الشيطان، وتعاقب عدوك».